# Marcus (série télévisée)
Pour les articles homonymes, voir Marcus.
Marcus est une série télévisée jeunesse québécoise en noir et blanc diffusée entre le 8 octobre 1962 et le 1er avril 1963 à la Télévision de Radio-Canada.

## Synopsis
« Il se nomme Marcus Barellus et vit en l'an 62. dans la petite ville de Portus, à quelques milles seulement de Rome.Fort courageux, il est de venu tribun militaire à l'âge de 25 ans. Avocat de profession, il a été retiré de Bretagne pour s'occuper des problèmes sociaux de la ville de Portus. C'est à ce carrefour de l'empire romain que naissent toutes les aventures de Marcus. »

## Fiche technique
- Scénarisation : Bernard Letremble
- Réalisation : Jean-Guy Benjamin et Maurice Falardeau
- Société de production : Société Radio-Canada

## Distribution
- Jacques Auger
- Pierre Boucher
- Boudha Bradon
- Geneviève Bujold
- Marcel Cabay
- Georges Carrère
- Christian Delmas
- Camille Ducharme
- Pierre Dufresne
- Pierre Giboyan
- Jean Lajeunesse
- Christine Larocque
- Roger Lebel
- Hélène Loiselle
- André Montmorency
- André Pagé
- Jean-Louis Paris
- Michelle Rossignol
- Gabriel Vigneauit